# Cercopithecus diana
Macaco-de-diana (Cercopithecus diana) é um Macaco do Velho Mundo que ocorre na África Ocidental, desde Serra Leoa até Costa do Marfim.
Tem entre 40 a 55 cm de comprimento, sem a cauda, que possui até 75 cm de comprimento e entre 3 e 4 cm de diâmetro. Adultos pesam entre 4 e 7 kg. Podem viver até 20 anos de idade.
São geralmente pretos ou cinza escuro, com pescoço branco, com testa e barba da mesma cor. A cor da testa dá o nome à espécie, pois ela lembra o arco da deusa Diana. A parte interna dos braços também é branca, e possuem uma listra branca abaixo das coxas, enquanto que o dorso das coxas e a região lombar são de cor castanha.
Como muitos primatas, C. diana é vetor de doenças transmissíveis para humanos, como febre amarela e tuberculose, mas mesmo assim, não são de grande importância na transmissão dessas doenças. A espécie é considerada como "vulnerável" pela IUCN e também pelo United States Fish and Wildlife Service, e isso se deve à destruição do habitat (são praticamente confinados às regiões costeiras) e caça para obtenção da carne.
Dois táxons originalmente considerados subespécies de C. diana agora são considerados espécies separadas: Cercopithecus roloway, encontrado em Gana e Costa do Marfim; e Cercopithecus dryas, encontrado na República Democrática do Congo.

## Gallery

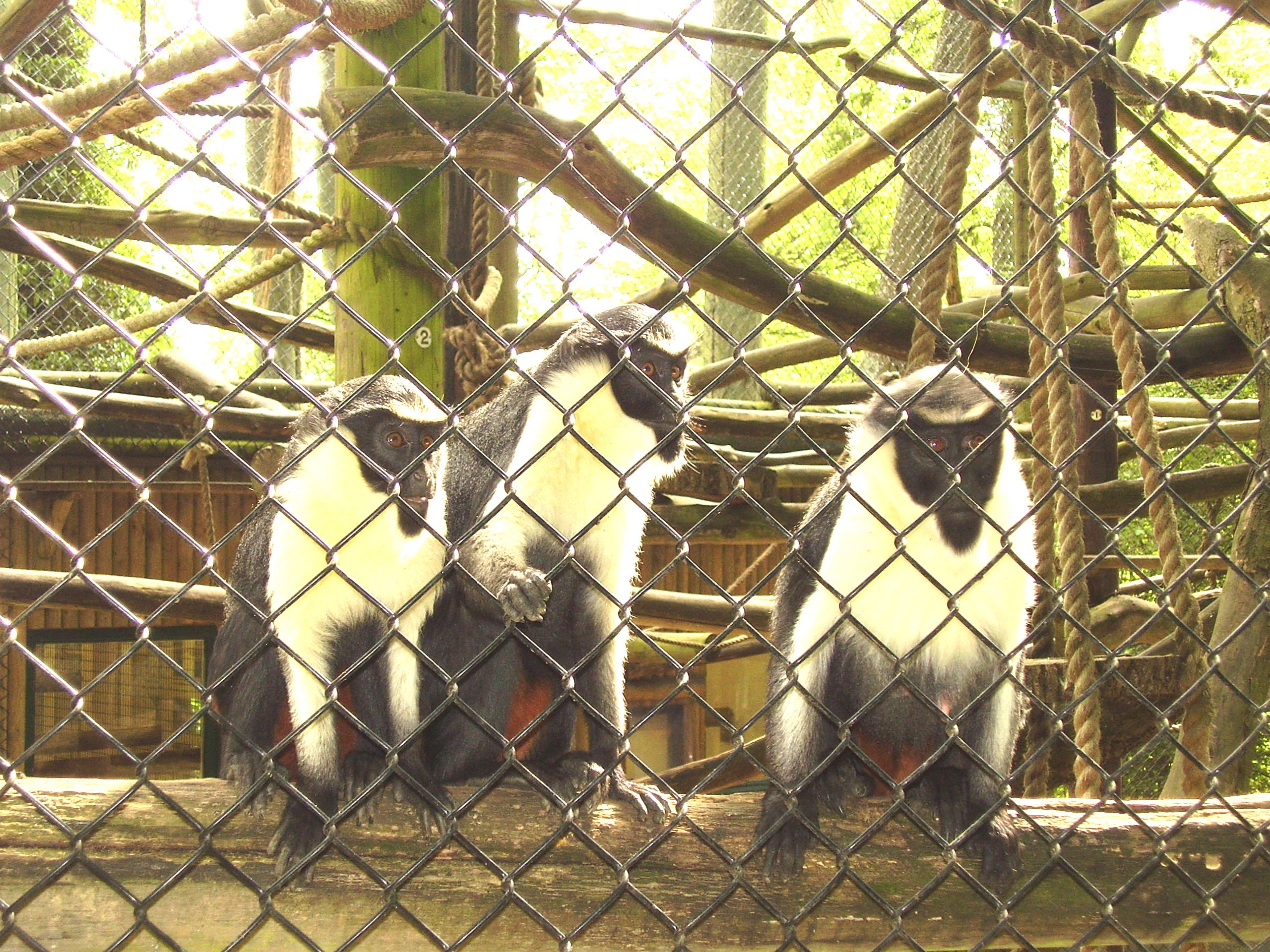
C. diana Zoológico de Port Lympne
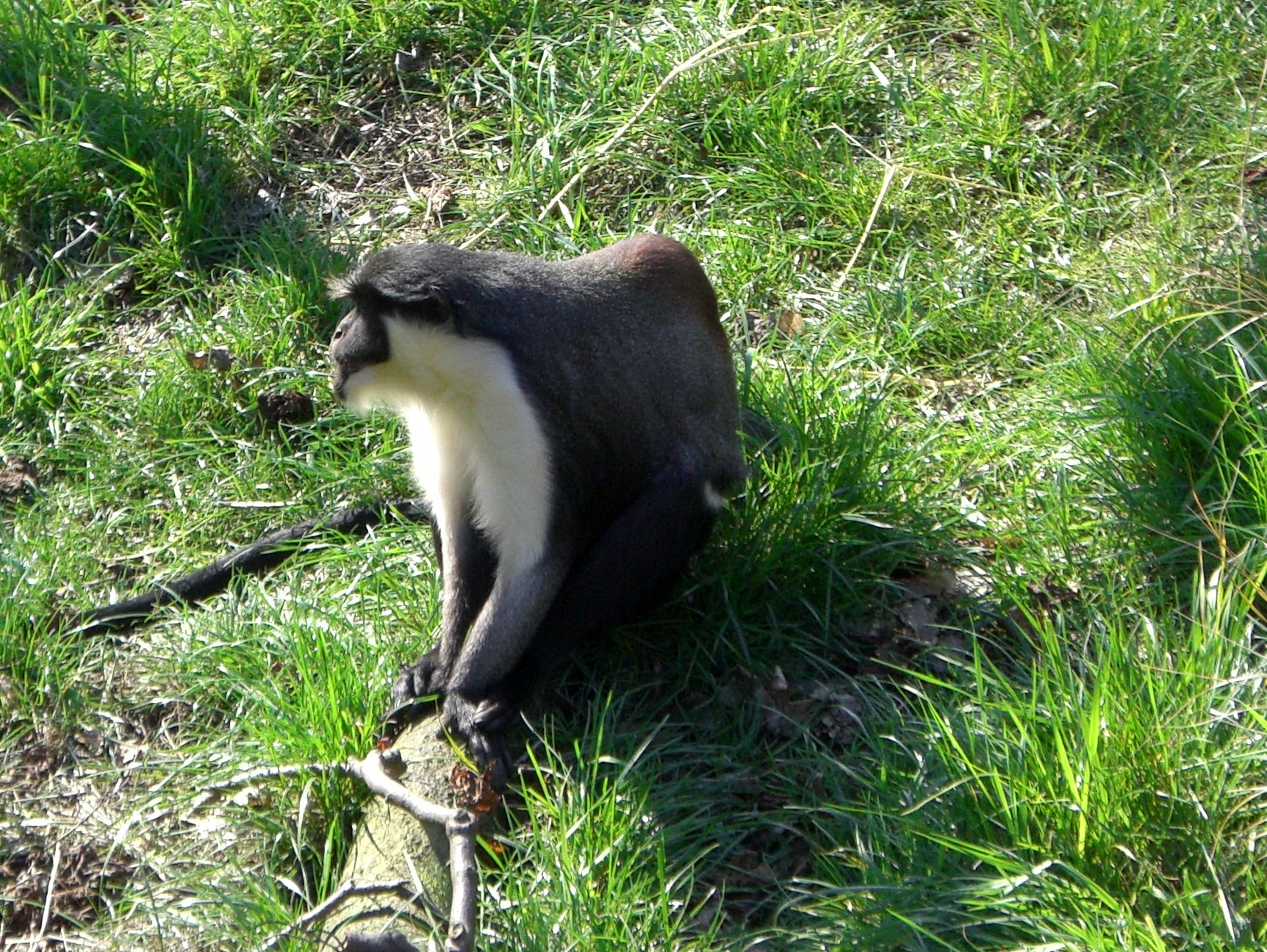
Visto de perfil
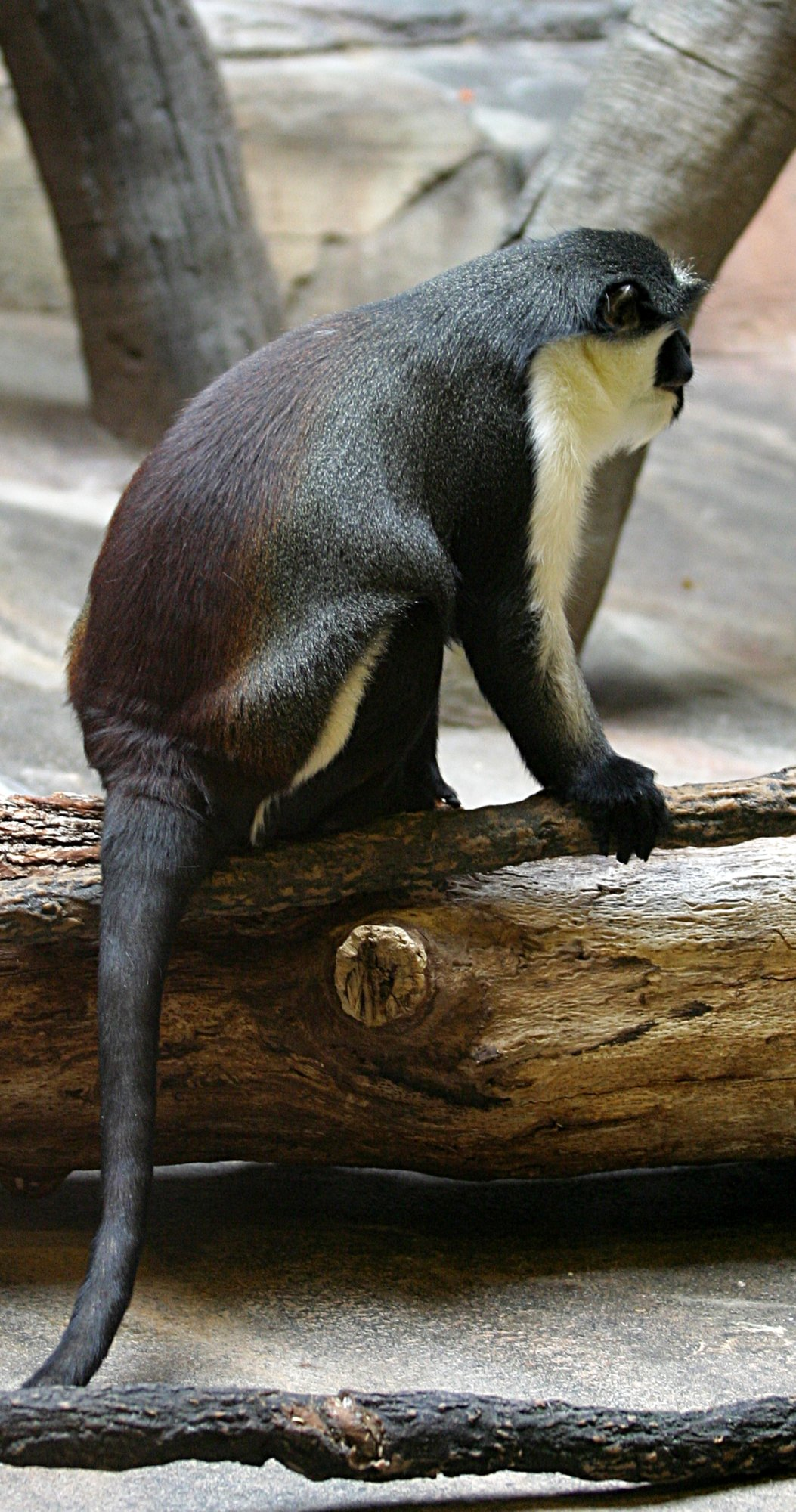
C. diana no Zoológico de Henry Doorly